# Henryk Walinowicz
Henryk Walinowicz (ur. 13 stycznia 1932 w Murlince, zm. 9 lutego 2016 w Bielsku-Białej) – polski podpułkownik, wykładowca szkół wojskowych, działacz kombatancki.

## Życiorys
Jeszcze przed II wojną światową ukończył szkołę podstawową w Rudominie (obecna Litwa). Po wojnie przybył wraz z rodziną do Polski, gdzie zamieszkał we wsi Biała k. Białego Boru. Uczęszczał kolejno do szkół w Białym Borze, Będzinie oraz Ozimku, gdzie ukończył w 1952 roku liceum jako technik odlewnik. Otrzymał powołanie do wojska, trafiając do jednostki wojskowej w Krakowie. W 1953 roku został skierowany do Wyższej Szkoły Piechoty w Rembertowie, którą kończy w stopniu chorążego. Został oddelegowany do 28 Pułku Lotnictwa Myśliwskiego w Słupsku, gdzie pełni funkcję Szefa Służby Chemicznej, a następnie do 11 Pułku Lotnictwa Myśliwskiego w Debrznie, gdzie obejmuje stanowisko Szefa Zabezpieczenia Chemicznego oraz starszego pomocnika Szefa Sztabu. W latach 1970–1978 został skierowany do 26 Brygady Rakietowej Obrony Powietrznej w okolice Szczecina, w międzyczasie kończąc Wyższą Szkołę Oficerską Wojsk Chemicznych. W latach 1978–1988 jako starszy wykładowca wykładał w Centrum Szkolenia Specjalistów Wojsk OPK w Bemowie Piskim (do 1981) oraz w Wyższej Oficerskiej Szkole Radiotechnicznej w Jeleniej Górze. W 1988 roku przeszedł na emeryturę, będąc w stopniu podpułkownika. Po zakończeniu służby wstąpił do Związku Byłych Żołnierzy Zawodowych i Oficerów Rezerwy Wojska Polskiego, działając w jego jeleniogórskich strukturach. Pełnił również funkcję pełnomocnika Fundacji Pomocy Emerytom Rencistom i Inwalidom Wojskowym. W uznaniu swych zasług został odznaczony m.in. Krzyżem Kawalerskim Orderu Odrodzenia Polski, Krzyżem Zasługi dla Związku Żołnierzy Wojska Polskiego oraz licznymi odznakami i dyplomami związkowymi. W 1956 roku zawarł związek małżeński z Marią Dallig, z którego urodziły się dwie córki.